# 尼崎海岸線
尼崎海岸线（日语：／ Amagasaki-kaigan sen */?）是一条曾经连结日本兵庫县尼崎市出屋敷与東滨、属于阪神电气铁道的铁道线路。一些文献中也称其为海岸线，线路终点在东滨时也称其为东滨线。

## 概述
线路于1929年（昭和4年）4月开业，主要为尼崎临海工业地区提供服务。
全线均为单线，但为复线预留了道床。线路最初使用与阪神本线相同的车辆，但在1950年代后期，由于本线引进了阪神3011形等大型列车，线路使用的双驾驶室701形列车先于其他车辆报废，替换为安装了受电弓和更换尾灯等小规模改造后阪神国道线的阪神71形电车运行，直至线路废止。
截至2020年，阪神巴士在尼崎海岸线原线路上运营“西宫尼崎线”、“尼崎体育之森线”和“尼崎市内线85号”等线路，但重合部分仅到高洲（这之后路线不同），而且班次不多。旧东滨站附近也曾运营过尼崎市营巴士线路。

### 路线资料
- 路线距离（营业距离）：1.7km
- 轨距：1435mm （标准轨）
- 站数：3站（包括起终点站）
- 复线路段：无（全线单线）
- 电气化路段：全线（直流电600V）

## 沿革
- 1929年（昭和4年）4月14日 出屋敷 - 東滨区间开通
- 1951年（昭和26年）7月19日 高洲 - 東滨区间休止
- 1960年（昭和35年）4月15日 高洲 - 東滨間正式废止
- 1962年（昭和37年）12月1日 出屋敷 - 高洲区间废止

### 今津出屋敷線

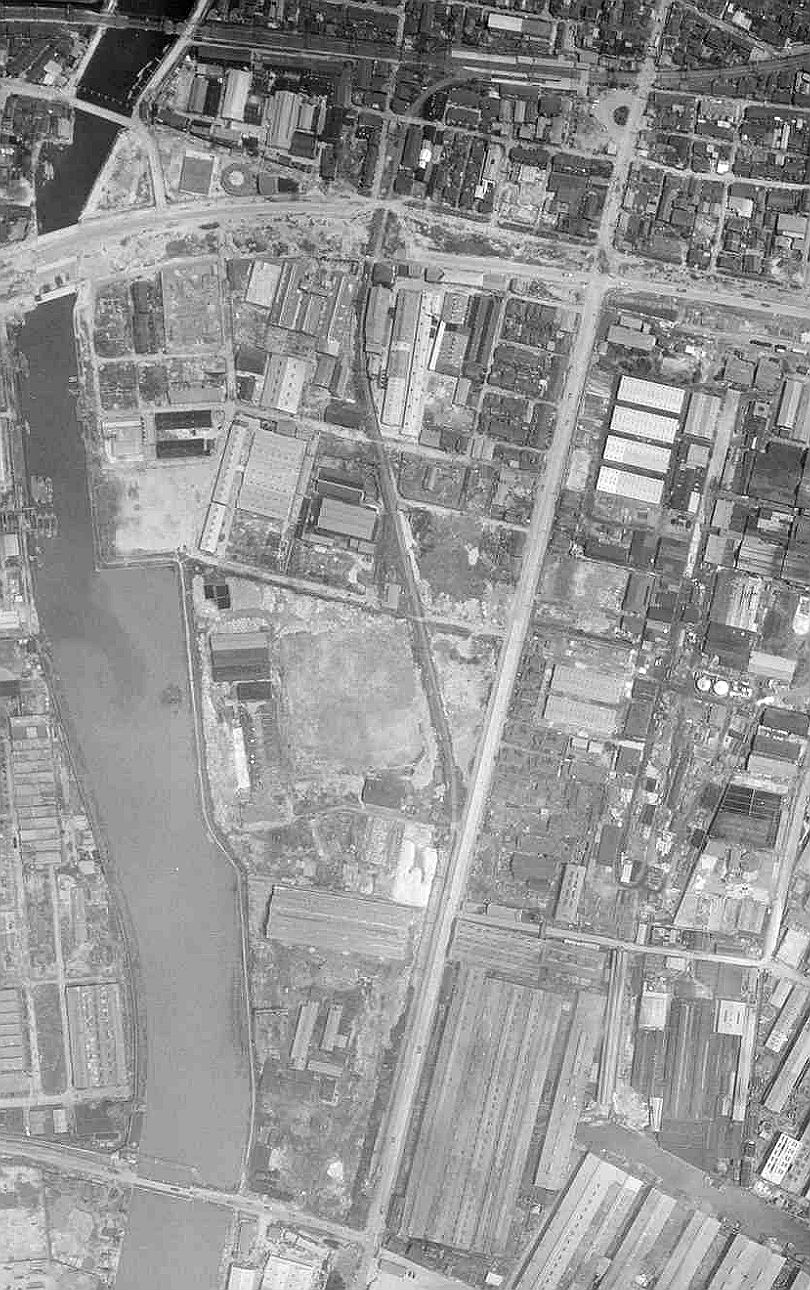
1961年・尼崎海岸线附近　路線自出屋敷站（照片上部）引出后转急弯南下，穿过正在建设中的国道43号，经图片中央的工业区后在出屋敷线西侧并行，在与临港线的三岔路口前（图中下部），抵达当时的终点站高洲站。　基于国土地理院 地图和航空照片查看服务

尼崎海岸线原本是计划中“今津出屋敷線”的一部分。当时，阪神急行电铁（阪急）计划延长阪急今津线，线路自金津南下，经滨海地区绕回至阪神尼崎，并继续再经阪急冢口和阪急伊丹到宝塚，并提出了特许申请。在此刺激下，阪神出于防御目的也提出了特许申请，并在一定程度上取得了成功。最终，以阪神本线为界，阪急获得以北的线路特许，而阪神获得了以南的部分。
随后，作为与临港地区工业化的配套交通，阪神从尼崎一侧着手动工建设该线路，并以专用轨道建成了出屋敷至东滨，以及甲子园线滨甲子園至中津滨区间的部分。而从东滨站引出（一说自高洲站引出）、经前大滨（尼崎市西南部）、滨甲子園、中津滨至今津的路线剩余区间均未被修建。在战争期间，鸣尾滨附近的路线预留地被军方接收并建设为机场，甲子园线滨甲子园和中津滨区间运营亦休止。而随武庫川线修建的联络武庫川线终点洲先站（目前武库川团地前站处）与前大浜间的路段，仅在河口附近建设了部分桥墩便因战争结束而停工。战后，高洲至东滨间0.7公里路段因沿线地面沉降透水破坏而停运，线路仅剩两站一区间。
这之后阪神方面开始重新审查今津出屋敷線的计划，线路复原至东滨的计划被否决。1960年4月，今津至中津滨间的特许失效，高洲至东滨区间正式废止，紧接着，1962年12月，在修建阪神第二国道时，线路以立体化前难以运营为由而全线废止。作为补偿，阪神本线临时站尼崎汽艇比赛场前站被建设为常设车站。1970年11月，今津出屋敷線未成区间特许失效，战前作为甲子园线的一部分运营、战后停运的中津滨至滨甲子园区间亦于1973年9月正式废止。今津出屋敷線最终成为未成线。武库川团地前站南侧靠近西宫市一侧残留的在建的桥墩被保留，但在1980年代后期被拆除。
在废止后很长一段时间内，阪神巴士运营着阪神西宫-今津-浜甲子园-阪神甲子园-东鸣尾-出屋敷-阪神尼崎之间的巴士服务，基本沿今津出屋敷線的偏北部运行，但自2019年3月23日起，东半段阪神甲子园至出屋敷之间的服务已经休止。

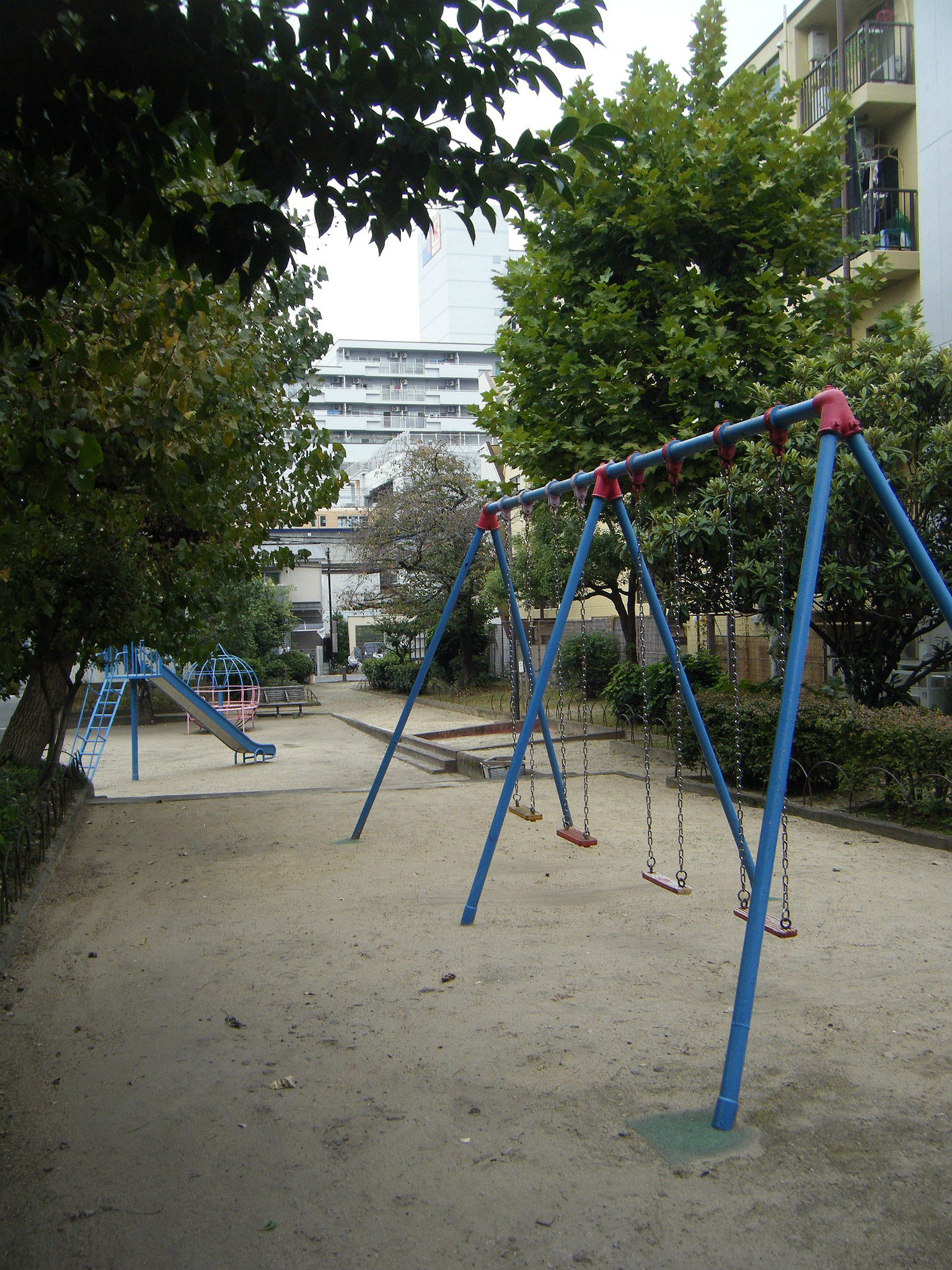
出屋敷站南侧轨道遗迹公园　前方高架为出屋敷站，身后为国道43号。
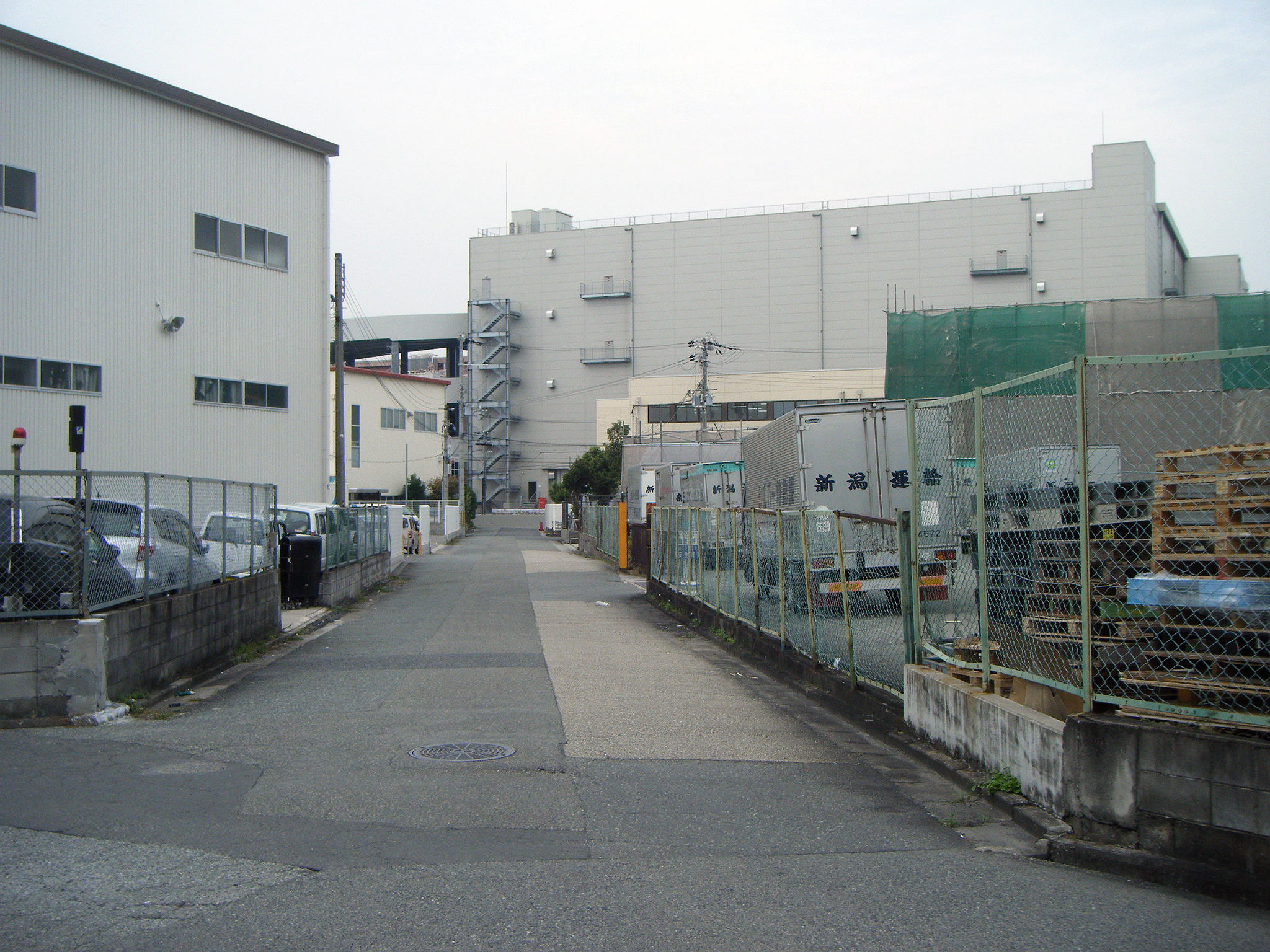
国道43号南侧原轨道改建道路　前方倉庫方向为国道43号，身后经现状建筑设备租赁公司仓库到达出屋敷線。
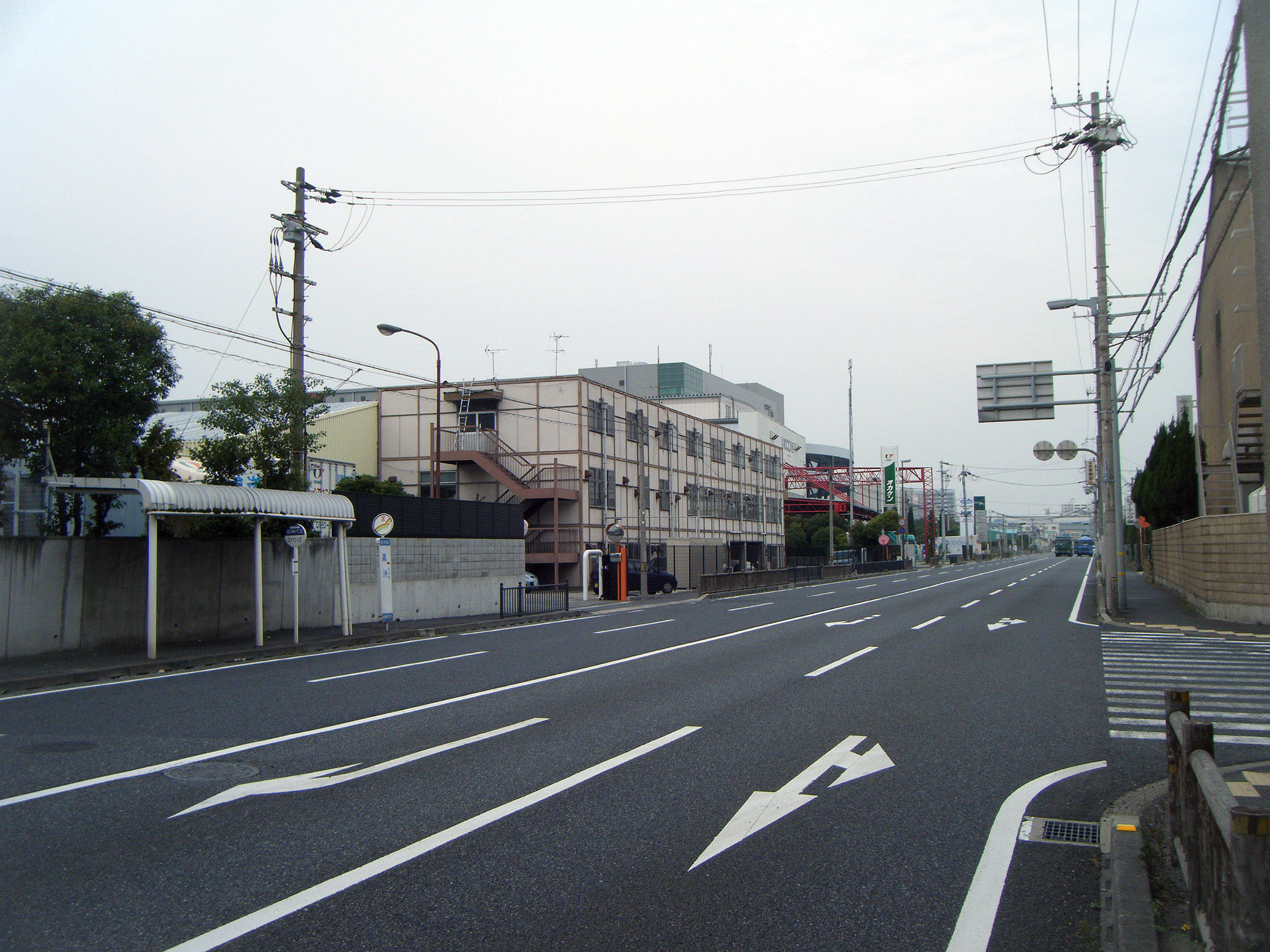
旧高洲站附近的道路（出屋敷線）　阪神巴士、尼崎市巴士（现尼崎市内線）设有巴士站（2015年拍摄）。

## 车站列表
出屋敷站 - 高洲站 - 東滨站

### 接续路线
- 出屋敷站：阪神本線